# Antoine de Riedmatten
Antoine de Riedmatten (auch: Anton von Riedmatten; * 6. Oktober 1811 in Sitten; † 6. Dezember 1897 ebenda) war ein Schweizer Politiker. Von 1848 bis 1857 gehörte er dem Nationalrat an, danach amtierte er bis 1871 als Staatsrat des Kantons Wallis.

## Biografie
Er entstammte einem einflussreichen Walliser Patriziergeschlecht, das seit dem 13. Jahrhundert nachweisbar ist und dessen Wurzeln auf den Weiler Riedmatten der Gemeinde St. Niklaus zurückgehen. Sein Vater Pierre-Louis war Grossrat und Burgermeister (Vorsteher der Burgergemeinde) des Kantonshauptorts Sitten. Antoine de Riedmatten arbeitete als Rechtsanwalt und Notar. Von 1843 bis 1847 war er Vize-Grosskastlan und im Jahr 1847 Kastlan von Sitten. In den Jahren 1853 bis 1857 war er als Richter am Bezirksgericht tätig. In der Schweizer Armee hatte er zuletzt den Rang eines Oberstleutnants.
Politisch gehörte Riedmatten dem katholisch-konservativen Lager an. Von 1847 bis 1850 amtierte er als Burgerrat, von 1848 bis 1850 sowie von 1853 bis 1857 als Munizipalrat von Sitten. Nach der Kapitulation des Kantons Wallis im Sonderbundskrieg war er Mitglied der provisorischen Regierung. Riedmatten kandidierte 1848 bei den ersten Nationalratswahlen und wurde im Wahlkreis Mittelwallis gewählt. Zweimal in Folge gelang ihm die Wiederwahl. 1852 zog er zusätzlich in den Grossen Rat ein, fünf Jahre später folgte die Wahl in den Staatsrat. Riedmatten leitete von 1857 bis 1869 das Departement des Innern, danach bis 1871 das Bau- und das Erziehungsdepartement. Von 1877 bis 1893 amtierte er als Regierungsstatthalter von Sitten, von 1879 bis 1885 sass er ein weiteres Mal im Grossen Rat.